# Raziya
Raziya o Radiya o Razia ad-Din o Raziya Sultana o Radiya Begum (nom complet en àrab Radiyyat al-dunya wa-l-din) (1205– 14 d'octubre de 1240) (Urdú: رضیہ سلطانہ, Hindi: रज़िया सुल्ताना; nom de tron Jalâlat ud-Dîn Raziyâ, en urdú: جلالۃ الدین رضیہ, en hindi: जलालत उद-दीन रज़िया), fou una sultana de Delhi (1235-1240) fill d'Iltutmix; la seva mare era fill del primer sultà Qutb-ad-Din Àybak. Fou l'única reina de l'Índia musulmana medieval.
El 1231 el seu pare Iltutmix li va encarregar el govern de Delhi mentre ell feia campanya a Gwalior. Un temps després (o en el llit de mort) la va designar hereva (el seu fill gran Nasir al-Din Mahmud havia mort el 1229 i els altres fills eren considerats incapaços de portar la tasca de l'administració del sultanat), però a la mort d'Iltutmix l'abril del 1236 durant una expedició contra els gakkhars ismaïlites, la noblesa no la va acceptar per ser una dona i van portar al tron al fill més gran viu del sultà, Rukn al-Din Firuz Shah sota tutela de la seva mare Shah Turkhan. Va mostrar aviat la seva incapacitat i fou assassinat pels nobles, junt amb la seva mare, el 9 de novembre de 1236; llavors Radiya o Raziya fou posada al tron. Va maniobrar hàbilment entre els diversos amirs turcs i va afavorir al malik habshi Jamal al-Din Yakut, que tenia el càrrec d'amir-i akhur. Vers el 1239 es va començar a mostrar amb roba masculina i sense vel.
El 1240 els amirs es van revoltar, van derrotar a Jamal al-Din Yakut, i la van deposar, posant al tron al seu germanastre Muïzz-ad-Din Bahram-Xah (març/abril) però el governador de Bathinda, Ikhtiyar al-Din Altuniya, un dels caps rebels, fou convençut per Raziya de casar-se amb ella i abraçar la seva causa. Van avançar llavors junts cap a Delhi amb les seves forces però foren derrotats prop de Kaithal (octubre de 1240); en la fugida van caure en mans d'una partida de jats i foren robats i assassinats (diumenge 14 d'octubre de 1240).